# 金大中事件
金大中事件（きんだいちゅうじけん、キム・デジュンじけん）は、1973年8月8日、亡命生活を送っていた大韓民国の金大中が韓国中央情報部（KCIA） により東京都千代田区のホテルグランドパレスの22階で拉致され、船で連れ去られ、8月13日にソウル市内の自宅前で解放された事件である。船から海中に投げこみ殺害する計画だったが、米国政府の圧力により実行は阻止された。金大中拉致事件（きんだいちゅう/キム・デジュンらちじけん）ともいう。

## 前史

### 1971年

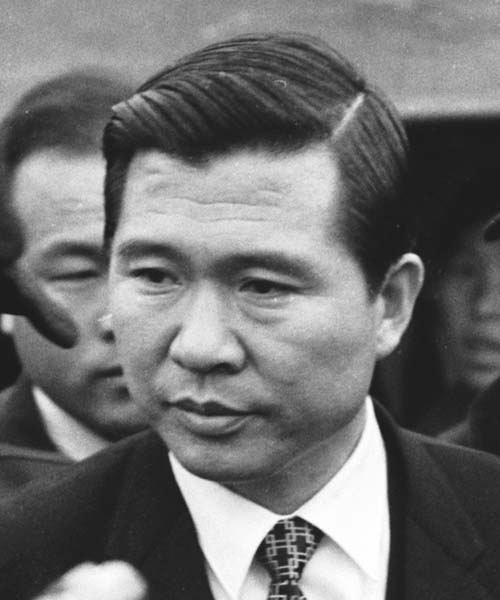
金大中

1971年4月27日に行われた大統領選挙に金大中は新民党の正式候補として立候補した。「この国は完全無欠な独裁主義国家である。徹頭徹尾中央情報部の掌握下にあり、新聞は確かに新聞記者が作るものであるが、この国では中央情報部が作っている。嘘だと思うなら、この4年間の新聞を全部ひっくり返して見よ。朴大統領批判と中央情報部批判の載った記事が一行でもあるか」と演説して回った。そして民主共和党の朴正煕（パク・チョンヒ）大統領にわずか97万票差で敗れた。朴は辛くも勝利したが、民主主義回復を求める金に危機感を覚えた。
同年5月24日、金は、翌日投票の国会議員総選挙の応援演説をするため、木浦市からソウルへ飛行機で飛ぶ予定であった。木浦は雨のため飛行機の離発着ができないという連絡が金に入った。光州市の飛行場なら飛行機が飛ぶと言われ、急いで光州へ車で向かった。前方から来た大型トラックが金の乗る車に突っ込んだ。金の車のうしろのタクシーに乗っていた3人が即死し、3人が重傷を負った。金は腰と股関節に障害を負った。後に韓国政府は中央情報部（KCIA）が行った交通事故を装った暗殺工作であったことを認めている。その際、日本の暴力団への依頼も検討していたことが国家情報院の過去事件の真相究明委員会で明らかになっているが、最終的にはKCIAによる外国での殺害を断念した。

### 1972年
1972年5月2日、朴の側近であった李厚洛（イ・フラク）中央情報部長が平壌を訪問。5月4日、平壌の金英柱組織指導部長と会談した。同年5月29日から6月1日の間、北朝鮮の朴成哲第二副首相がソウルを訪問して李と会談し、7月4日には南北共同声明を発し、祖国統一促進のための原則で合意した。この歴史的会談によって李の韓国国内の評価は一気に高まり、「ポスト朴正煕」との噂さえ囁かれるようになった。
同年10月11日、金大中は治療のため、9日間の予定で来日した。10月17日、福田赳夫と河野謙三と会談し、夕方に宿舎の帝国ホテルに戻った。テレビのニュースで、朴が非常戒厳令を布告し、19時をもって国会を解散し、現行憲法の一部条項の効力停止を断行した（十月維新）ことを知った。金は一晩考えたのち、亡命生活を送ることを決断。翌18日午後、「朴正熙大統領の今度の措置は、統一をかたり自身の独裁的永久執権をねらう驚くべき反民主的措置である」との声明を発表した。
同年11月初め、金は宇都宮徳馬に会見を申し込んだ。宇都宮は当時66歳。金は48歳。年は離れていたが、宇都宮は「会ってみると、これが大変な人物で、識見、徳性、勇気、現実性、と政治家に必要な条件をすべてそなえている。さっそく仲間のひとたちにも、ぜひ会うようにすすめた」と絶賛した。11月13日、金は米国へ出国した。

## 金大中拉致事件

### 1972年12月 - 1973年5月

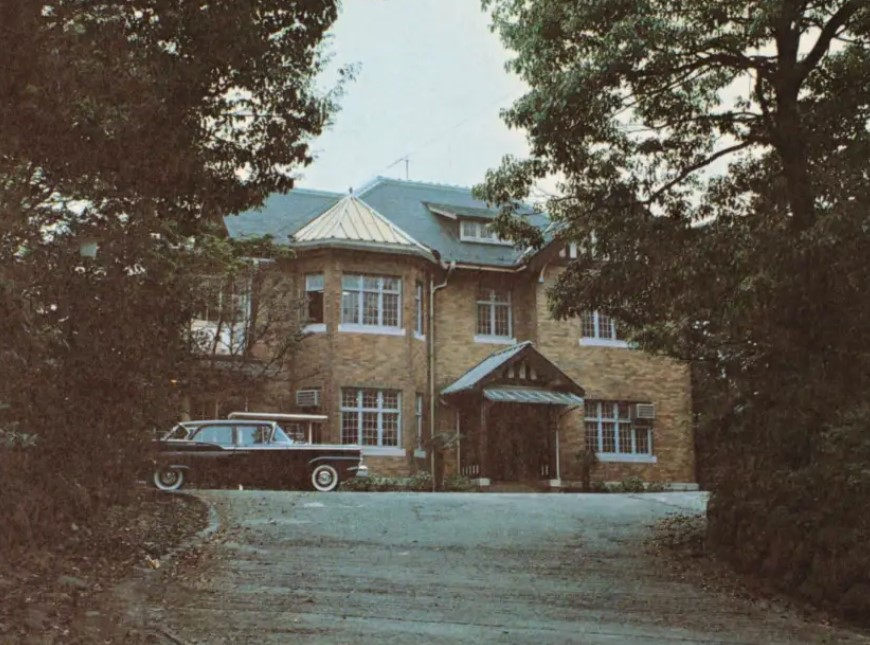
駐日本国大韓民国大使館。職員の多くはKCIAの要員であった。公使の金在権（金基完の偽名）と参事官の尹英老が拉致事件の活動責任者を務め、書記官らが実行犯を担った。

1972年12月、『世界』と『中央公論』の1973年1月号がそれぞれ発売された。金大中は『世界』に論文「憤りをもって韓国の現状を訴える」を寄稿し、『中央公論』に「祖国韓国の悲痛な現実」を寄稿した。
同年12月14日、金大中はニューヨークのコロンビア大学講堂で時局講演会を行った。一般の在米韓国人を前に登場するのは初めてであったが500人もの聴衆を集めた。この演説会の成功により、金は、海外の反朴勢力を結集し組織できるという手応えを得た。1973年1月5日、金は米国から日本に入国した。
朴正熙は中央情報部（KCIA）の李厚洛部長に「金大中をなぜ放っておくのか」と暗示した。1972年暮れから1973年1月にかけてKCIAと陸上幕僚監部第2部の間で金大中を拉致する作戦計画が練られたと言われている。同年2月18日から同月24日まで、第2部の塚本勝一部長は韓国を訪問。帰国後、塚本は第2部の特別勤務班に所属していた坪山晃三に情報事務所の開設をすすめた。
同年1月27日、梁一東らが民主統一党を結成。梁一東が党首に就いた。同年2月27日に行われた総選挙で同党は57名の候補者を擁立するも、当選者は2名と惨敗した。
金は2月7日（ホテルニュージャパン）、2月18日（白樺湖）、3月22日（箱根）と精力的に講演を行い、朴正煕の維新体制政権を批判し続けた。3月25日、金大中は日本から米国へ出国した。
この年、首都警備司令官の尹必鏞（ユン・ピリョン）将軍が李との談話で「大統領はもうお年だから、後継者を選ぶべき」と漏らし、この発言が朴正煕の逆鱗に触れた（いわゆる尹必鏞事件）。李は、名誉挽回のために、朴の政敵である金を殺害または拉致する計画を立てるに至ったとも言われる。
金大中拉致事件の中枢にいたのはKCIA部長の李厚洛、同情報次長補の李哲熙、同海外情報局長（第八局長）の河泰俊の3人。同海外工作団長の尹鎮遠が総指揮に当たり、KCIAの元第七局長で駐日大使館公使の金基完、駐日大使館参事官の尹英老の二人が日本での活動責任者を担った。金基完は当時、「金在権」と名を変えて駐日大使館に勤めていた。
6月28日、金大中が日本滞在中に口述筆記した書籍『独裁と私の闘争』が光和堂から刊行される。

### 1973年6月末以降
1973年6月末、陸上幕僚監部第2部に所属していた坪山晃三が三佐階級で退職。翌7月1日、坪山は興信所「ミリオン資料サービス」を飯田橋に設立した。二等陸曹の江村菊男は、除隊する前に働き口を調べてみるという口実で、同月からミリオン資料サービスに勤務した。
7月初め、金大中の来日に備え、在日の韓国同胞らは新宿区高田馬場2丁目の原田マンションの11階に事務所を設けた。「秘書団」をつくり、金大中の警護の計画を練った。
7月10日、金大中は米国から日本に入国した。通常の旅券とビザによるものではなく、赤十字国際委員会発給の身分証明書によって特別に入国許可が下りた。その際の身元引受人は前駐韓大使の金山政英であった。米国に続いて日本でも「韓国民主回復統一促進会議」の支部を結成することが訪日の目的であった。すぐに亡命者生活に入り、2・3日ごとにホテルを変え、日本人の偽名を使った。
拉致工作の現場責任者に任命されたのはKCIA要員の金炳賛（キム・ピョンチャン）だった。金炳賛はその頃、駐日大使館の1等書記官という「偽装身分」を得て「金東雲」の名で活動していた。金東雲の工作チームは自力では金大中の居所をつかむことができなかったため、7月15日、ミリオン資料サービスの坪山に金大中の所在と資金源・支援組織の調査を依頼した。元自衛官の坪山は数年前から北朝鮮情報を集めており、金東雲と坪山は旧知の間柄だった。
7月14日、民主統一党所属の国会議員の金敬仁が来日した。
7月16日、民主統一党党首の梁一東が来日。梁一東は金敬仁といっしょに帝国ホテルに投宿した。同月21日、梁一東は糖尿病の治療のため順天堂医院（文京区本郷3-1-3）に入院した。同月29日、梁一東は金大中をヒルトンホテルに訪ね会談し、再会を約した。ミリオン資料サービスは7月25日、27日、28日と、原田マンションを見張った。坪山は金大中の立ち回り先とみられるホテルなどで張り込んだが空振りが続いた。金東雲が坪山に2000万円の小切手を渡しかけると、坪山は「多すぎる」と突き返した。
7月29日午前4時、韓国の貨物船「龍金号」が大阪港第8区に入港した。総トン数は536トン。乗組員5人は岸壁からほど近いホテル・ナポリに宿泊した。
8月1日、江村菊男は自衛隊を退職した。
8月2日、ミリオン資料サービスは金大中が銀座第一ホテルで新聞記者と会見しているのを目撃。坪山が同日夜にそのことを金東雲に報告すると、金東雲は「拉致してほしい」と持ち掛けた。翌3日、金東雲は坪山に調査費の未払い金20万円を渡した。両者が会ったのはこのときが最後だった。
金敬仁は私用で大阪へ行った際、大阪の韓国総領事館に、順天堂医院の近くのホテルの予約を依頼した。東京の韓国大使館は総領事館の依頼を受け、ホテルグランドパレス（千代田区飯田橋1-1-1）の部屋を予約した。8月3日、金敬仁は同ホテルの2028号室に投宿した。
8月4日、梁一東は退院と同時に、金敬仁の紹介でホテルグランドパレスに移った。22階のスイートルーム、2211号室、2212号室の続き部屋をとった。同日昼12時過ぎ、梁一東が自室で金敬仁とテレビを視聴していると、元KCIA第七局長で駐日大使館公使の金在権が現れた。金在権は見舞いをよそおい、金大中と梁一東の第2回目の会談の日取りを探った。
8月5日、金大中は高田馬場の原田マンションの事務所に泊まった。
8月6日午前、梁一東は金大中の事務所に電話し、ホテルグランドパレスの22階に滞在していると告げた。このときの電話が盗聴されていた可能性があることがのちに指摘されている。同日13時15分頃、KCIAは「畑中金次郎」の名を使い、電話で梁一東が借りた部屋の隣室である2210号室の指定予約をした。ホテル側との特殊な関係がない限り、ルームナンバーの指定予約は断るのが通常であり、とりわけ隣室の宿泊客が梁一東のような外国要人である場合はなおさらであったが、KCIAは指定予約に成功した。同日18時45分、畑中金次郎と名乗る男が二泊の申し込みでチェックインした。
8月7日午前10時頃、金大中は梁一東に電話し「昼食をいっしょにしよう」と誘った。梁一東は宇都宮徳馬と会う約束があったため同席をすすめると、金大中は「自分は会ったばかりだから一人で会いたい」と答えた。梁一東は「明日の午前11時頃、グランドパレスの2212号室に来てほしい」と言った。
8月8日、『世界』9月号が発売。同号に安江良介編集長と金の対談「韓国民主化への道―朴政権の矛盾は拡大している」が掲載される。対談は7月18日に行われたもので、金は民主化のための努力を語るとともに南北韓統一問題などについても言及した。そしてこの日、事件が起こった。

### 1973年8月8日事件発生
8月8日朝、金敬仁は梁一東から『世界』9月号、『現代の眼』9月号などの購入を頼まれ、午前10時頃にホテルグランドパレスを出た。神保町で雑誌や本を買ったあと、自室の2028号室に戻った。
10時15分、スカイライン2000がホテルグランドパレスの地下駐車場に入庫した。
10時45分、金大中は護衛の金康寿とともに宿泊していたパレスサイド・ホテルからタクシーでホテルグランドパレスに向った。
11時、金大中は1階ロビーに金康寿を残して一人で、2211号室に梁一東を訪ねた。梁一東は金を連れて隣の2212号室に入った。犯行グループは金が部屋に入るのを見届けると、予約していた2210号室と、「たまたまドアが開いていた」という向かいの2215号室に分散し、それぞれ身をひそめた。梁一東は金大中に「金敬仁議員が来ているから呼ぼうか」と尋ねた。金大中は「話が終わった後で呼べばよい」と言った。盗聴を恐れた梁一東がテレビのスイッチを入れると、金は「あなたの心配はわかるが、東京では大丈夫だ」と言い、スイッチを切った。筆談をまじえ、1時間ばかり懇談した。12時20分頃、金敬仁が部屋に入り、話に加わった。ルームサービスで食事を注文し、部屋で昼食をとった。
13時過ぎ、金大中は金敬仁に付き添われ2212号室を出た。エレベーターの方へ7、8歩行ったところへ、2210号室から3人、2215号室から3人、計6人の男が出て来て、金大中と金敬仁を取り囲んだ。そのうち2人が金敬仁を梁一東のいる2212号室に押し戻した。残る4人の男は金大中を2210号室に連れ込み、麻酔剤をふくませたハンカチを鼻に押し当てた。意識が朦朧となった金はエレベーターを使って地下駐車場に運ばれた。13時19分、金大中を乗せたスカイライン2000はホテルを出た。実行犯はKCIA海外工作団長の尹鎮遠、駐日大使館の韓椿、金東雲、洪性採の各1等書記官、劉永福、柳春国の各二等書記官の計6人。韓椿以下の5人はいずれもKCIAの要員だった。拉致犯6人のうち、金東雲と柳春国の2人はホテル現場で姿を消した。
13時50分頃、梁一東は韓国大使館の金在権に電話し、金大中が連れ去られたことを告げた。14時5分頃、金敬仁は宇都宮徳馬に電話し、同様に、連れ去られたことを告げた。14時14分頃、宇都宮は警視庁の赤木泰二警備部長に電話した。それとともに官房副長官の後藤田正晴にも電話した。知らせを受けた金大中の側近のなかで最初に現場にかけつけたのは在日韓国青年同盟副委員長の金君夫だった。14時20分頃に2210号室に入ると、部屋にはすでに金在権がいた。警察官がホテルグランドパレスに到着したのは14時49分だった。警察の初動捜査の遅れは国会でたびたび問題となった。
夕方、貨物船「龍金号」の乗組員は、宿泊していたホテル・ナポリのマネージャーに突然「これからチェックアウトする」と告げた。そして、入港手続きを行った日通大阪港支店に電話し「翌朝9時に出港する」と連絡した。
拉致犯の一行は高速道路で関西方面へ向かった。金大中は、朦朧とした意識の中「『こちらが大津、あちらが京都』という案内を聞いた」と証言している。「アンの家」と呼ばれる神戸市東灘区岡本のマンションの一室でしばらく身を潜めた。その後、モーターボートに金大中を乗せ、沖合に停泊していた龍金号に乗り込み、日本を出国した。
拉致されたことはほどなく韓国にも伝わった。妻の李姫鎬は夫の身辺救護を依頼するため、当時鍾路区中学洞にあった日本大使館を訪れた。応対に出た一等書記官は後宮虎郎大使と打ち合わたのち、「大使は外出中である」として居留守を使って李姫鎬を帰した。翌9日、後宮は「日本に対して身辺の保護を依頼するなら、第一次的には韓国政府に依頼し、韓国政府から日本政府に言うのが筋だと思う」と述べた。
8月9日午前1時30分（日本時間）、米国国務省は声明を発表。「米国政府は金大中の安全に深い関心を寄せている。米国政府はこの優れた韓国の政治指導者を尊重しており、訪米を歓迎するので、即時釈放を希望する」と述べた。
金大中は船室で両手をしばり直され、両足もしばられた。そして右腕と左手首におのおの重りをつけられた。作業がおわると犯人らは「海に投げ込むとき、はずれないようにしばったか」「布団につつんで投げ込めば浮いてこない」などと話し始めた。キリスト教信者である金はキリストに対し初めて「助けてくれ」と頼んだ。そのときだった。金は次のように証言している。
「船のエンジンが狂ったように動き出した。『飛行機』という声が聞こえた。あるいは海上自衛隊か米軍機かと思った。このあとから、私を殺すという雰囲気がなくなり、私は死地を脱したと思った。同日夜、急に暖かくなった。船員から『徳島付近』ということを聞き出すことができた」（『朝日新聞』1973年8月14日付夕刊）
事件を察知した海上保安庁のヘリコプターが拉致船を追跡し、照明弾を投下するなどして威嚇したともされる。殺害計画は韓国まで連行する計画に変更された。
8月11日深夜、釜山港内に船が到着。同月12日午前7時、埠頭に接岸。埠頭にはKCIA八局日本課長の金珍秀、八局工作団二課長の姜済元、医務室長の金山培らが待っていた。

### 8月13日に解放される
8月13日夜、金大中はソウル市麻浦区にある自宅から歩いて3分ほどの東橋教会の前あたりで車から下ろされ、「3分間目隠しのまま立っておれ」と命じられた。22時20分頃に金は自宅の門のベルを押した。その数分前の22時15分頃、東亜日報はじめ新聞、放送各社に「愛国青年救国隊」の隊員と名乗る男の声で一斉に電話がかかり、「金大中を釈放した。金のように外国に出て軽挙妄動する奴はそのまま放っておくことはできない」との通告があった。22時32分頃、東亜日報は音楽番組を中断し、臨時ニュースで金がソウルの自宅で解放されたと報じた。
金は解放直後に自宅で記者会見を行った際、日本人記者団に対して解放された直後の心境を、「暗闇の中でも尚　明日の日の出を信じ　地獄の中でも尚　神の存在を疑わない」と日本語でメモに記した。金は8月16日から自宅で軟禁状態に置かれた。
8月19日、金東雲は密かに日本を出国し、韓国に戻った。
8月23日、読売新聞朝刊は1面の全面近くを使って、「金大中事件、情報部機関員が関係――韓国政府筋が認める」「李情報部長ら引責か」と見出しを立てたソウル支局発の記事を掲載した。同日夕方、韓国の尹文化広報部長官は読売新聞社に対し、記事の全文取り消しを要求し、取り消さない場合には読売新聞ソウル支局を閉鎖すると脅した。読売新聞側は「この記事は信頼できる確実な筋から取材し、自信をもって掲載したものであるから、取り消し要求には応じられない」と回答した。そのため支局は閉鎖され、特派員は追放された。
8月26日、田中角栄首相はテレビのインタビューで「日韓関係悪化を防ぐため、できる限り譲歩したい」という趣旨の発言をした。同月27日付のロサンゼルス・タイムズは「日韓両国の指導者は、事件を静かに葬り去るための捜査を欲しているようだ」と報じた。
9月5日朝、日本政府は、李澔駐日韓国大使に、金東雲の出頭を要請した。現場に金東雲の指紋が検出されていたためであった。李大使は金東雲がすでに出国していたことを伏せ、外交官特権をあげて要請を拒否した。拉致実行犯のひとりである劉永福は9月5日に日本を出国。同じく洪性採と柳春国も9月6日に日本を出国した。
9月末、官房副長官の後藤田正晴は坪山と江村と直接会い、すべての連絡を絶って潜伏するよう指示した。後藤田は逃避と生計資金として計1300万円を二人に提供した。
坪山の前職の自衛隊での所属先はこの頃、明らかとされていなかった。10月9日、衆議院内閣委員会で日本社会党の大出俊が特別勤務班、通称「別班」に言及した。答弁に立った防衛局長の久保卓也は「新聞、雑誌に別班ということばが出ておりますが、私どもは陸幕二部で別班というものを持っておりません」と述べ、その存在を否定した。それからほどなくして評論家の藤島宇内が『週刊現代』10月18日号で、自衛隊関係者からの情報として、坪山は別班のOBであると発表した。
犯行に使われたスカイライン2000の所有者は劉永福であることが11月5日に判明した。

## 事件のその後

### 1973年11月の第一次政治決着
1973年9月27日、岸信介、石井光次郎、田中龍夫、野田卯一、矢次一夫ら一行11人はソウルに到着。28日から29日にかけて、岸らは朴正煕、金鍾泌首相、丁一権らを訪問し、中断されていた日韓定期閣僚会議の早期開催について協議した。岸以外の10人は速やかに帰国したが、岸だけは韓国に滞在し続け、10月6日に単独で朴と会談し、同月7日に日本に戻った。同月12日、岸は、訪欧訪ソの旅から帰った田中角栄首相を首相官邸に訪ね、韓国との「政治決着」を進言した。
同年10月26日、金の軟禁が解除された。
同年11月2日、金鍾泌が訪日し、官邸で田中首相と会談した。金鍾泌は「金東雲の個人的犯行で公権力は介入していない。捜査は続け、法的手続きに従って処理する」と述べた。田中は、金大中拉致事件を一段落させることで閣議の正式な了解を得たことを述べ、「これで外交決着をつけるが、今後の捜査結果について日本国民の納得のいく通報を期待する」と答えた。
のちに盧武鉉政権時代に公開された外交文書により、このときの両国首相の会談内容の詳細が明らかになった。田中が「韓国政府の介入事実が判明すれば、新しく問題を提起する」と述べると、これに対し金鍾泌は「必ずそうするということか、それとも『タテマエ』か」と、日本語の「建前」をそのまま使って尋ねた。田中は「建前」とし、「この問題は『パー』にしよう」と言ったとされる。日本が主張した真相糾明は形式的なものに過ぎなかった。
この第一次政治決着により、KCIAの犯行への関与事実の解明と、日本の主権侵害の回復ならびに金大中の原状回復要求が放棄された。凍結されていた対韓経済援助と日韓定期閣僚会議の再開も決まった。対韓経済援助は12月24日に再開し、同月26日に第7回日韓定期閣僚会議が東京で開かれた。『文藝春秋』2001年2月号の記事によると「田中角栄首相が、政治決着で解決を探る朴大統領側から少なくとも現金4億円を受け取っていた」と現金授受の場に同席した木村博保元新潟県議が証言している。
12月3日、朴大統領は内閣改造を発表した。22閣僚のうち10人が代わり、外相に元駐日韓国大使の金東祚が就任した。拉致事件で日韓の外交折衝に当たった責任者たちは金鍾泌首相を除いてすべて第一線から退いた。中央情報部長の李厚洛も解任された。1961年5月16日のクーデター以来、朴正熙の側近として権勢を振るってきた李厚洛は失脚した。このことは李厚洛が金鍾泌との権力争いに敗れたことをも意味した。
1974年8月14日、韓国政府は金東雲を無罪とし、事件の捜査打ち切りを発表した。同月15日、在日韓国人の文世光が朴正煕殺害を試み、陸英修大統領夫人が死亡した（文世光事件）。この事件の責任をとって警護室長朴鍾圭が解任された。

### 1975年7月の第二次政治決着
1975年7月23日から24日にかけて宮澤喜一外相は韓国を訪れ、金東祚外相と会談した。宮澤は24日、「韓国側は事件について最善を尽くしたと判断。これで決着した」と語った。韓国政府はKCIA職員かどうかも認めず不起訴処分とし、国家機関の関与を全面否定した。また、「金大中氏の帰国前の海外での行為は不問にする」という了解が日韓両政府間で交わされた。宮澤と金東祚の両外相の会談は第二次政治決着と呼ばれている。これを受けて、同年9月15日、第8回日韓定期閣僚会議がソウルで開かれた。
1977年6月22日、米国に亡命中の元KCIA部長の金炯旭は、米国下院の国際機構小委員会（フレイザー委員会）に出席し「事件は李厚洛が指揮し、朴大統領の了承を得て実施された。警察はKCIA部員3人が金大中を尾行していることを知り、写真を撮った」などと証言した。
1978年11月1日、国際機構小委員会は、「韓米関係の調査」の最終報告書を発表。「金大中氏はKCIAによってホテルから拉致された」との調査結果をまとめた。

### 金大中が韓国大統領に就任
金大中の大統領就任式直前の1998年2月19日、『東亜日報』が、「KT工作要員実態調査報告」と題されたKCIAの内部文書の存在ならびに内容をスクープした。同報告書は1979年3月10日付で作成されており、拉致に関与したKCIAの要員46人の氏名、東京で拉致してソウルへ移送するまでの担当者や船員の氏名と役割が細かく記されていた。また同紙は、当時のKCIA次長補の李哲煕とのインタビュー記事を掲載。李哲煕が「事件は73年春、李厚洛が『金大中を無条件に韓国に連れてこい』と指示したことによりKCIA海外工作チームが行った」と述べたことを伝えた。
1998年6月、事件に関連する米国の国務省の資料が公開された。当時の駐韓米国大使館が、秘密電文で「李厚洛中央情報部長の指示の下、拉致事件が行われた。朴正煕大統領も明示的または暗黙的に承認したと見られる」と本国に報告していたことが明らかとされた。
2007年10月14日付の北海道新聞によると、「当初金氏を日本の韓国系暴力団に依頼して暗殺することがKCIA内で検討されたが、成功が困難と判断して断念したことを元KCIA職員が証言した」との記事を掲載した。なお、元朴大統領の側近はこの証言を否定している。拉致の目的は金の海外での反政府活動を抑制するためだったと別の元KCIA職員が証言し、殺害計画の事実を否定した。

### 韓国国家情報院の報告書
2007年10月24日、韓国国家情報院の過去事件真相究明委員会は、当時のKCIAによる組織的な犯行だったとする報告書を発表。韓国政府として事件への関与を初めて公式に認めた。委員会の委員長を務めたのは安炳旭。盧武鉉大統領が指示した韓国現代史の見直し、独裁政権による権力犯罪の真相究明の一環として、調査は行われた。報告書は李厚洛KCIA部長が拉致を指示し、関わったKCIA要員は24人にのぼるとした。朴正熙大統領の指示の有無については、指示を裏付ける直接の証拠は見つからなかったとしつつ、「直接指示した可能性は排除できず、少なくとも暗黙の承認があった」との判断を示した。
同日、柳明垣駐日大使は外務省に木村仁外務副大臣を訪ね、発覚した内容について報告した。それとともに日本国に陳謝した。
同年10月30日、金大中は京都市内のホテルで会見を開き、自身の拉致事件について、朴大統領が指示したことは明らかだとの認識を示した。また、真相調査発表報告書に関して、拉致の目的は自身の殺害だったことは明らかだとし、その点を明確に指摘しなかったことは遺憾だと主張した。

## 備考
- 警視庁によると「少なくとも4つのグループ、総勢20人から26人が事件に関与した」と公表している。

- アメリカ合衆国の『ファーイースタン・エコノミック・レビュー』の記事によると「朴正煕と関係の深かった、韓国人ヤクザの町井久之（鄭建永〈チョン・ゴンヨン〉東声会会長）が、ホテルのフロアをほとんどすべて借り切り、KCIAに協力した」と掲載した。「ニューズウィーク」東京支局長バーナード・クライシャーは、アメリカ合衆国の本社に「町井久之はKCIAと緊密に行動を共にし事件の背後にいた。しかし日本のどの新聞もこのことを取り上げない。それは町井の組が自分達を誹謗する者を、（日本人でさえ）拷問し殺すことさえ厭わないからだ」との記事を送っている。当時のことを金は「私が東京に着いたとき、友人達が在日韓国朝鮮人のヤクザたちが私を狙っていると忠告してくれました。在日韓国朝鮮人のヤクザたちは大韓民国居留民団（民団）やKCIAと強い結びつきがあるのです」と後のインタビューで語っている。

- 韓国政府が、金大中を中傷する情報を日本の新聞社に流す役割をしていた柳川次郎（梁元錫〈ヤン・ウォンソク〉山口組系柳川組組長）も関与。日韓関連の著書が多いジャーナリストの五島隆夫によると「柳川は日本の暗黒街の他の人物と同様に、児玉誉士夫を通じて韓国政府と接触をとった」という。

- 金大中が1972年8月3日から1973年5月11日まで手書きで書いた日記223編を収録した書籍『김대중 망명일기（金大中亡命日記）』が、2025年7月22日にハンギル社から出版された。妻の李姫鎬が2019年に死去したのち、三男の金弘傑がソウル市麻浦区東橋洞の金大中の自宅で６冊の手帳を発見し、世に出ることとなった[89]。